# Kuiste
Kuiste (Duits: Kuist) is een plaats in de Estlandse gemeente Saaremaa, provincie Saaremaa. De plaats heeft de status van dorp (Estisch: küla).
Tot in oktober 2017 behoorde Kuiste tot de gemeente Valjala. In die maand werd Valjala bij de fusiegemeente Saaremaa gevoegd.

## Bevolking
Het dorp had 17 inwoners op 31 december 2011 en 13 inwoners op 31 december 2021.

## Arboretum
Kuiste heeft een arboretum, dat in de jaren dertig van de 20e eeuw is gesticht door Juhan Alas (1874–1963), het Juhan Alase dendraarium. Het bevindt zich echter in een verwaarloosde staat.

## Geschiedenis
Kuiste werd in 1453 voor het eerst genoemd onder de naam Cujus, een nederzetting op het landgoed Kabbil. De Estische naam voor Kabbil was Sassi; sinds 1922 ligt het dorp Veeriku op de plaats waar vroeger het centrum van het landgoed lag.
Tussen 1977 en 1997 maakten de buurdorpen Kõriska en Männiku deel uit van Kuiste.